# 美國第51州

美國五十一星國旗。有一些支持某地方成為美國第51州的人士已經沿用相當一段時間。

「美國第51州」是用以指继夏威夷成为美国第50個州後，下一個有意或潛在成為美國州份的政治體之政治術語，亦可作政治笑話用，諷刺深受美國文化影響導致過度「美國化」，或在經濟、貿易、政治、軍事上重度依賴美國的地區，在某種意義上已實質成為美國一州的地區，例如加拿大等。某些海外領地（如波多黎各）中希望加入美國建制的支持者，會使用美國五十一星國旗來表達他們的政見。美国首都特区由于缺少参议院和众议员的代表权，被认为有不平等因素，因此也有哥伦比亚特区建州运动，推动五十一州建州。

## 美國國內可能的「第51州」
根據《美國憲法》第四條，美國國會有准許新州加入聯邦的權力，只要新州是一個共和政體，且「完全的信賴和尊重」原有各州的公共法案、記錄、和司法程序。現時新州加入聯邦沿用西北訓令所規定的程序。由於有《1802年俄亥俄賦權條例》的先例，現在美國若接納新州，需由國會通過一賦權條例，賦予新州立憲權，並說明國會對該州加入聯邦的要求。

### 華盛頓哥倫比亞特區
首都華盛頓特區作为联邦直辖区，一直被認為最有機會成為美國第51州的領土之一，而且市民一直非常支持該運動，並參考美國獨立戰爭時期革命黨的口號，以「須繳稅卻無代表權」（Taxation without representation）作為運動的訴求口號。現時，這句話被印在所有哥倫比亞特區新近發出的車牌底部，除非車牌申請人另外繳交一筆費用，以哥倫比亞特區政府網站的網址代替這句口號。比尔·克林頓總統的車牌則只印口號的第一個字──「Taxation....」，但總統就任後，就把前任總統的車牌換了。
推動華盛頓特區成為第51州的運動促成哥倫比亞特區立州黨的成立。此運動曾差點在20世紀80年代獲得成功。1978年美國國會通過憲法《哥倫比亞特區投票權修正案》。1980年華盛頓特區召開制憲會議，並於1982年通過《新哥倫比亞州憲法》。但哥倫比亞特區立州之路在1985年被終止，因為1978年的修正案無法在7年內獲得美國全國四分之三的州議會通過而被確認，因此華盛頓特區至今未能獲得國會代表權（但只要之後再有人提出修憲仍有復活的可能）。因民主党一向在华府有壓倒性優勢，建州會近乎自動地令民主黨額外獲得參议院兩席及众议院一席，而兩席參议院的優勢將使共和党更難控制参议院，故此共和黨一向強烈反對華府建州。
- 1993年，聯邦眾議院以153票同意、277票反對否決升格案。[1]
- 2020年6月26日，聯邦眾議院以232票同意、180票反對，通過支持華盛頓特區升格成為美國第51州的法案，但由於共和黨和總統川普皆公開表示反對，因此在共和黨多數的參議院難獲通過。[2]
- 2021年4月22日，聯邦眾議院以216票同意、208票反對，通過支持華盛頓特區升格成為美國第51州的法案[3]，但由於中間派民主黨人傾向不支持，因此在勢均力敵的參議院難獲通過。

另外一個建議是選区划分时將哥倫比亞特區併入馬里蘭州。哥倫比亞特區的联邦領地來自馬里蘭州和弗吉尼亞州劃出的，後來弗吉尼亞州獲得回贈供出的土地，現在的哥倫比亞特區只剩下由馬里蘭州供出的土地，因此將哥倫比亞特區併入馬里蘭州，可使華府市民獲得國會代表權的同時，無須另立新州，亦不会減低民主党本已在马里兰州的優勢。

### 波多黎各及维京群島 （加勒比海屬地）

波多黎各新進步黨推行運動時所使用的圓狀分佈51顆星的星條旗

波多黎各已經舉行過若干次前途全民公決，選項包括成為美國第51州和維持現狀，但每次都是支持維持現狀的居民略多，不過每次公投支持成為美國第51州的人數都有所上升。
波多黎各在2012年11月6日舉行波多黎各政治地位公投，最終有53.9%的投票者反對繼續維持原有政治地位，且有61.9%的投票者在政治地位需改變時選擇成為美國的一個州。由此波多黎各在美國國會的居民代表將向國會提議立法承認波多黎各加入聯邦，議案需經眾議院、參議院通過，並經美國總統簽署後正式生效。惟美國國會當中的共和黨人普遍不希望增加以民主黨人為主的地區建州（若波多黎各建州，民主黨有望增加兩個參議員及五個眾議員席次），因此勢必會設法阻撓，加上不穩定的財政措施，使得建州的路非常難。波多黎各人在美國總統大選同一日選出總督。波多黎各人是美國公民，在島上沒有總統投票權，移居美國本土的州份則擁有投票權。但是波多黎各人可以參與兩黨總統候選人的的黨內初選的代表選舉。儘管美國公民移居海外者可以在外國的大使館等進行缺席投票，但是任何美國人移居波多黎各後將喪失美國總統選舉投票權（等同波多黎各人）, 除非以後再次移居回本土。
另一方面，美屬維爾京群島自身也是第51州的候選地之一，不過被視為冷門。再加上人口較少，獨立成州的機會不大，因此有人提議美屬维尔京群島和波多黎各合組為美屬加勒比領地（Commonwealth of PR/USVI）加入美國聯邦。

### 美屬太平洋領地
美國在太平洋上有不少領土，如未合併建制領土關島、未合併非建制領土美屬薩摩亞和北馬里亞納自由邦都有機會獨立成為第51州。但這些領土獨立成州後，根據美國憲法都會在美國參議院具有兩個議席，但這些島嶼的人口之少，就算只有一個參議院席位也已產生嚴重的「票票不等值」，因此，有建議讓關島、北馬利亞納及美屬薩摩亞，成為夏威夷州的一個郡。
當然，上述組合後的州分合併后，給予與現在諸州相等的代表權恐怕惹來很大反響。1960年代后，美國國內曾出現大夏威夷州的概念，將當時美國轄下的太平洋島嶼，包括上述島嶼和密克羅尼西亞聯邦、馬紹爾群島和與夏威夷州合併，組成大夏威夷州。但是無論如何，美國在太平洋的領地都不大可能獨立成為美國第51州的候選地。

### 從現有聯邦成員州的領土中劃出
美國各州內部存在的矛盾，導致一些地方萌生獨立成州的念頭。根據美國憲法規定，如有關各州之州議會及國會同意，美國未來的新州可以建立在某州之管轄區域內或合併兩州或數州、或數州之一部分而成立新州。缅因州於1820年脫離马萨诸塞州加入聯邦就是一個成功的範例。

#### 紐約市
在各分離方案當中，最悠久的當屬紐約市脫離紐約州獨立成州的運動。早在1787年前後，紐約市民因紐約州其他地方的居民企圖否決美國憲法草案，而提出獨立成州，通過憲法的訴求。南北戰爭前夕，當時紐約市長費爾南多·伍德也提出，紐約市脫離紐約州，以「三島自由市」（Free City of Tri-Insula）的名號獨立成州。
1969年，有兩位紐約文人以紐約市獨立為紐約州，剩下的紐約州改名布法罗州（Buffalo，水牛城意譯）為呼籲，競選紐約市長和市議會議長，但競選失敗。
直到最近，由於紐約市民和紐約州其他地方的居民在兩次大選中對喬治·布殊的不同態度，再加上州府和市府的政見紛爭，導致紐約市脫離紐約州獨立成州的運動再次蓬勃。紐約市議員彼得·瓦隆曾在2003年和2006年在市議會提出這個議案，後者一案正在討論中。不過該運動的支持者，又分為支持「紐約五鎮」獨立成州的一派和支持五鎮連同近郊各郡成獨立州的兩派。

#### 芝加哥都會區
芝加哥市也有類似於紐約市的訴求，脫離其所屬的伊利诺伊州，獨立成州。其理據為伊利诺伊州的半數人口生活在芝加哥都會區。不過芝加哥市府和伊州府的紛爭不如紐約的多，因此支持的市民不如紐約的多。

#### 「傑斐遜州」
加利福尼亞是美國人口最多的州，但在參議院的代表同其他州一樣，都是兩個。因此在二戰前夕，加州北部諸郡曾建議和俄勒岡州南部一些郡合併為「傑斐遜州」。該建議因二戰爆發而被擱置，值得注意的是，若當時這個重組方案實現，「傑斐遜州」會是美國第49州，因為那时阿拉斯加和夏威夷仍是美國的未合併領土。不過，今天「傑斐逊州」仍是美國第51州的可能候選地。

#### 「林肯州」
由於測繪人員的錯誤，1864年蒙大拿領地自愛達荷領地劃出時，給愛達荷州留下一條直通加拿大的狹長領土，是為爱达荷州狭长地带，而走廊和愛達荷州其餘部分被山脈所隔。爱达荷州府原設於爱达荷走廊劉易斯頓（Lewiston），1865年州府遷到走廊外的博伊西（Boise），導致州政府對走廊內的管理更加困難。因此當時提出爱达荷走廊獨立成州的建議，但被否決。在愛達荷州西邊的華盛頓州也有類似的問題。整個州被喀斯喀特山脉（Cascade Mountains）分為東西兩部，其中統治重心在西部，令東部較難管理。因此在1996年、1999年和2005年都出現爱达荷走廊和東華盛頓地區合併成為「林肯州」的呼聲，但頭兩次均不了了之。

#### 「苏必利尔州」
密歇根州也有類似上述的情況。密歇根全州由兩個半島組成，上密歇根半島和下密歇根半島，兩者之間為密歇根湖所隔。而全州統治中心在下密歇根半島，因此上密歇根半島的居民提出獨立成州的議題，並建議借半島另一側的淡水湖的名字，苏必利尔湖，作為新州的名字，是為「苏必利尔州」。

#### 「德瑪瓦州」
由於歷史原因，位於美國東岸的德瑪瓦半島（Delmarva），一直為特拉华、馬里蘭和弗吉尼亞三州所分據，因此由當地居民提出整個半島獨立成州。但由於特拉华全州位於半島上，因此若整個半島為一新州，原特拉华州也會消失，一加一減，新成立的「德瑪瓦州」也只會是美國第50州，而非第51州。

#### 「東田納西州」
自從南北戰爭開始，由於政見與田納西州另外兩個大區不同，東田納西在文化上都比較接近美國東岸各州。因此，不時都有人重提把東田納西從田納西州獨立出來。

#### 「德塞莱特州」
1846年美国夺取墨西哥西北部自科罗拉多至太平洋的领土后，在美国国内饱受歧视和迫害的摩门教徒曾谋求建立一个能够庇护他们的州份，这个计划中的州包括亚利桑那西北角，犹他州西部，内华达全境，加州东部死谷和内华达山脉以东的地区。由于摩门教徒很少进入政府高层，这一计划得不到有力的支持，在加州和内华达州相继建立后就很少出现。如果现在建立，内华达州会完全消失，因而还是第50州。

#### 「拆分加州」
加利福尼亚州是美国面积第三大州，同时人口名列各州第一，是第二名得克萨斯州的近两倍。同时加州有大量大城市，如洛杉矶，圣何塞，圣地亚哥和旧金山。多个大城市造成经济分散化。加州南北无论是经济人文还是自然环境都差异巨大，而且人口稠密的加州在参议院只有两个席位，当地居民认为加州在参议院的地位与其体量不符。而众议院中因为加州人口众多，众议员数量多使得加州地位举足轻重引起其他州的不满。加州拆分方案有不同类型，主要有以下几个方案：
六分法：加州分成六个州。
三分法：北加州，以旧金山为州府；中加州，以萨克拉门托为州府；南加州，以洛杉矶或圣地亚哥为州府。
四分法，在三分法基础上把圣地亚哥地区单独划出。
无论哪种方案，共和党都极力反对，因为加州全境都是民主党的票仓，多一个州就等于加强民主党在参议院的地位。

#### 「拆分得州」
类似于拆分加州，主要有三分法和四分法，但被民主党反对，因为得州是共和党的传统地盘。

## 世界其他地區主張

### 圭亞那
圭亞那國內也有類似的組織，推動圭亞那加入美國，成為其第51州。他們的理據是圭亞那人民和美國有很密切的聯繫。他們舉例聲稱道：七分之一的圭亞那國民具有美國國籍，而二分之一的圭亞那國民在美國居住。

### 菲律賓
菲律賓在政治、軍事上依賴美國，过去亦曾为美國的殖民地。
菲律賓部分民眾倡議菲律賓應該恢復受美國管治，並成為美國第51州。但菲律賓的人口逾一億，是加州的三倍。若加入，至少得分為三個州加入美國，分別為呂宋、米沙焉和棉兰老三州。

### 意大利西西里
義大利在政治、軍事上依賴美國，在義大利本土有第六艦隊驻防，亦多驻防在西西里島。
1944年，在西西里島號稱擁有4萬黨員的復興黨（Party of Reconstruction）曾發起要求美國承認西西里為美國成員州的運動。這是因義大利法西斯党垮台而興起的西西里分離運動之一，立刻吸引一些人的參與，因為西西里居民對於義大利王國政府長期忽視該島的態度感到不滿。此外，祖籍西西里的義大利裔美國人和1943年英軍、美軍發動的西西里島戰役，亦被認為是西西里地區分離情緒興起的原因或推動力量。然而這項活動並未得到美國總統杜魯門的任何回應，再加上1948年成立義大利共和國後，西西里的自治權力有所提升，該運動逐漸沒落。實際上，當時的美國僅有48州，因此西西里分離運動者的訴求是使該島成為第49個州。

### 臺灣
在臺灣，以臺灣建州運動發起人周威霖為首的政治團體主張，臺灣應為美國第51州。衍生自臺灣主權未定論的主張（與某些臺灣獨立運動人士主張相近），此派認為：第二次世界大戰發生時臺灣為大日本帝國領土；1945年日本投降以後，臺灣（屬太平洋戰區）被美軍劃分給同盟國中緬印戰區統帥蔣介石執行軍事占領，《舊金山和約》稱日本政府僅聲明放棄臺灣之主權，台灣主權不屬於中華民國，故台灣屬美國未合併領土之一，應向美國申請加入成為第51州。
此一主張各有不同變型，例如：單純主張臺灣是美國未合併領土的美屬臺灣群島方案、主張臺灣地位是「日屬美佔」的臺灣民政府等。但2010年6月10日，美屬臺灣群島方案代表人物林志昇（時任福爾摩莎法理建國會秘書長）接受中評社專訪時說，台灣目前是由美國佔領的狀態，並非美國的屬地，也不是託管地；他提倡台灣地位未定論，但台灣絕對不是、也不會變成美國第51州。2018年7月31日，國立東華大學教授施正鋒表示，一堆台灣人想要台灣變成美國第51州，“人家美國民主打拚一、兩百年，人家不會看得起你”。
2017年12月25日，中華民國外交部領事事務局開放民眾換發第二代中華民國護照，注意事項頁底圖误用美國華盛頓杜勒斯國際機場照片，遭譏諷台灣成為美國第51州。

### 中東
自2001年起，美军先后攻占阿富汗与伊拉克后，上述兩國被譏為「美國第51州」，諷刺美國政府和軍方过深介入當地的事務。美軍攻陷阿伊二國後，强力推翻當地原有的专制色彩政權，成立新的親美政府，並維持駐軍，因此，有部分國際輿論認為，當地的政府如同美國政府的傀儡政權，和美國内部的州份無任何分別。

### 澳洲
澳洲自二戰以後，外交政策一直緊隨美國，因此澳洲被諷刺為「美國第51州」。事實上，澳洲在二戰以後歷場涉及到所有美國在海外發動的戰爭，如韓戰、越戰、阿富汗戰爭和美伊战争中都是美國的盟友，澳洲國防軍甚至派部隊協同美軍作戰。澳洲的大眾文化一直深受美國文化所影響，政治制度亦与美國相近（如有与众议院相等权力的民選参议院，但与美國不同的是参議院在澳洲权力不及众议院，只有众议院有权選舉總理和政府）。一些年輕一代甚至於近年在美國白宮網站發起投票以決定讓澳洲加入美國成為「美國第51州」。有人指澳洲是美國的「衛星國」，歷屆美國政府亦將澳洲列為最重要的盟友國之一。
而歷屆的澳洲政府，不论左派的工党或右派的自由-国家党联盟均奉行親美外交政策，亦毫不掩飾與美國的盟友關係，將美國視為自己最為親密的盟國，并允許美國在北領地駐軍。前澳洲總理約翰·霍華德亦曾講過，澳洲就是“世界警察”美國在亞洲的副警長。

### 加拿大
加拿大時常被以美國第51州來形容，但這卻在美加兩國有截然不同的意思。
在加拿大可以是一種諷刺用法，在政治上指加拿大政府的外交政策親美；在文化上也可以諷刺加拿大文化受到美國文化的同化；在經濟上則是兩國交易愈來愈密切，共同推動自由貿易。一度反對北美自由貿易協定的加拿大自由黨就曾在1993年競選時刊出一幅描繪美加邊境被抹去的海報，諷刺對手加拿大進步保守黨的親美政策。而有些人認為「美國第51州」的表述是一個悲觀的表述，表示加拿大因上述因素最終為美國所併。
在美國國內，用「美國第51州」或「楓葉州」來形容加拿大是一種蔑視的說法，顯示发言者看不起加拿大在國際上的地位。而自2003年後，因為加拿大反對伊拉克战爭，与美國的分歧加深。國內美國共和党及保守派曾在選举期間设计虛擬地图，把加拿大併入美国並塗上蓝色，讽刺加拿大的內外政策均与美国民主党一致。
不过在所有可能的来自境外的“第51州”中，加拿大最有可能加入美国。原因如下：
1. 加拿大人口稀少，且集中分布于美加边境一带。加拿大全国人口少于加州，且人口种族构成类似于1960年前的美国。
2. 加拿大倚重于美国的安保。加拿大靠近俄罗斯，但人口的稀少和长期不重视国防的政策使得加拿大面对俄罗斯时军事上不占优势。
3. 加拿大深受美国影响。加拿大虽为英联邦国家，但民众生活方式如住房和出行与美国几乎如出一辙。
但加拿大人除了法國文化的根源與美國不同之外，也十分重视自己的自由和权利，而且全国都十分偏向自由主义，並支持福利政策與大政府理念，如难民政策和对外关系方面与美国共和党的理念几乎是水火不容。

### 以色列
以色列常常被揶揄為「美國第51州」，原因是以色列每年都會獲得美國的大筆資金援助。有評論家以此名號暗示，美國的中東政策，倍受國內猶太人政商游說集團的影響，偏袒以色列。同时美国对以色列十分重视，对于以在中东的一些令人不悦的行动如建造隔离墙和居民点视而不见。2018年美国特朗普政府宣布将驻以使馆迁址耶路撒冷就体现这种情况，因为全世界几乎没有国家将驻以使馆设置在耶路撒冷（多数国家认为耶路撒冷是巴以之间的中立城市而非以色列首都）。

### 英國
英國為美國的前宗主國，美國獨立前名稱為北美十三州，北美十三州於1776年宣告獨立。英國之所以被人形容為「實際上的美國第51州」，用意在諷刺美國在政治、經濟和文化上對英國的影響。但這完全只是個消遣，實際上英國不可能成為美國第51州，是由於美國憲法規定「合眾國保證聯邦中的每一州皆為共和政體」，然而英國是採用君主立憲制度的议会制國家，因此除非英國廢除君主制或美國修憲，否則英國幾乎無法加入美聯邦。
在文化層面，一些英國文化認為「商業化」和「笨蛋化」是美國文化的負面影響。而在經濟上，美國引入的超級市場和快餐店對英國傳統的小本經營的家族企業帶來巨大衝擊。政治上，部分人認為大英帝國的衰敗和美國崛起有莫大關係；英屬殖民地的丟失和英国皇家海军實力的消退，被不少英國人認為是二戰美軍來援的代價。而美軍在二戰後借冷戰之名駐軍英國，也成為美國對英國影響的象徵之一，更有人批评指英國反過來被美國殖民。
而實際上，戰後歷屆英國政府都很支持美國，維持「英美特殊關係」，往往有共同的外交立場，可謂「美唱英隨」。不過有人指出，雙方並非互相支持，而是英國單方向支持美國。認為英國單方向支持美國的人指出，當年英軍及英聯邦各國的部隊到韓國協助美國打韓戰，美國卻無在蘇伊士運河危機時出手相助；因此2003年伊拉克戰爭時英国政府公开挺美，導致不少英國大學生上街表示反對。而前英國首相曾因全力支持喬治·W·布希的伊拉克政策而被英國媒體罵為「布殊的哈巴狗」和「美國第51州州長」。
十九世纪上半叶，英国遭受来自欧陆的威胁时，受到来自美国的援助，加上美国早期移民和开国领袖均是英国人后裔，两国对于世界霸权的认知也较为相似，如英国的欧陆均势政策和美国的遏制政策，有少数非主流的舆论认为英美可以组成联邦或邦联以共同捍卫盎格鲁-萨克逊文明。

### 愛爾蘭
以肯尼迪家族為首，愛爾蘭共和國是許多美國人的祖籍地，將近4000萬美國人承認自己有愛爾蘭人血統，美、愛之間有許多共同之處，因此美、愛在經濟、外交和文化等都關係密切。今日，約10萬美國人住在愛爾蘭，而且不少愛爾蘭公民，祖先都曾僑居美國 。因此兩國的親密關係，令一些人說愛爾蘭是「美國第51州」。
著名的愛爾蘭裔美國人有前任美國總統，民主黨人約翰·甘迺迪與共和黨人隆納·雷根。

### 德國/奧地利
德國以及奧地利是許多美國人的祖籍地，尤其是美国中西部有大量祖籍德国的民众，加上美、德/奧之間有許多共同之處，且美国在德国境内有约三万驻军，因此美、德/奧在經濟、外交和文化等都關係密切，而且不少德國/奧地利公民，祖先都曾僑居美國。

### 香港
因应2019年逃犯及刑事事宜相互法律協助法例（修訂）條例草案所引发的争议，2019年6月22日，向白宮請求美國從共產主義中國解放香港的請願書突破10萬大關。

### 南韓
二戰至今，南韓在政治、经济、軍事上仍依賴美國，而且由於《美韩共同防御条约》的緣故以及南韓一直受朝鲜民主主义人民共和国军事威脅，駐韓美軍依然在南韓屯駐大量部隊，加上北韓時常指责大韩民国為“南朝鲜傀儡政權”，使南韓看起來就像是美國的一个州而非獨立國家一樣。

### 日本
二戰後、1952年《舊金山和約》第三條中，美國將琉球群島中住有100萬人口的沖繩交付聯合國進行託管；美國一直管治這些島嶼，直至1972年才逐步移交日本。至今，日本在軍事上仍依賴美军，而且由於《美日安保條約》的緣故，駐日美軍依然在日本屯駐大量部隊，因此日本被譏為美國變相的第51州。

## 流行文化中的「第51州」
- 美國電視動畫片當中有一集《未來想像劇》（Future Drama）中說道，美國有第51個州，名為「沙特-以色利亞」（Saudi Israelia），可能是指以色列和沙特阿拉伯合併為美國第51州。
- 英國樂隊New Model Army曾在他們的專輯《凱恩之鬼》（The Ghost of Cain）有一曲「第51州」
- 英國樂隊The The在其專輯《Infected》中的《心臟地帶》（Heartland）便以「這就是美國第51州」（This is the 51st state of the U.S.A.）作為終句。
- 《第51州》是彼得·普瑞斯頓（英语：Peter Preston）於1998年出版的小說，當中描述英國脫離歐盟，成為美國第51州的情況。[17]
- 美國HBO電視劇集《守護者》中，以架空歷史的方式，美國在超級英雄曼哈頓博士的幫助下，終結越戰使當時的越南變成美國的第51州。